# Dichaea lagotis
Dichaea lagotis är en orkidéart som beskrevs av Heinrich Gustav Reichenbach. Dichaea lagotis ingår i släktet Dichaea och familjen orkidéer. Inga underarter finns listade i Catalogue of Life.